# Gonice
Gonice (prononciation : [ɡɔˈnit͡sɛ], en allemand : Neuhausen) est un village polonais de la gmina de Września dans le powiat de Września de la voïvodie de Grande-Pologne dans le centre-ouest de la Pologne.
Il se situe à environ 9 kilomètres à l'est de Września (siège de la gmina et du powiat) et à 55 kilomètres à l'est de Poznań (capitale régionale).
À la limite sud du village se trouvent les restes d'un cimetière évangélique . En 2014, une pierre avec une plaque commémorative a été dévoilée ici, avec une citation de l'Apocalypse de Saint-Pierre. Jean : Bienheureux les morts qui meurent désormais dans le Seigneur  .
Le monument a été créé à l'initiative du chef du village, Elżbieta Roszak-Krawczyk. Lors de la cérémonie d'inauguration du monument, qui a eu lieu le 19 septembre 2014, outre le maire de Września , était également présent : maire de Garbsen , Hartmut Büttner. Une croix avec des pierres tombales a également été érigée, financée par la paroisse évangélique d'Augsbourg de Poznań , et un chêne commémoratif a été planté.

## Histoire
De 1975 à 1998, le village faisait partie du territoire de la voïvodie de Poznań.

Depuis 1999, Gonice est situé dans la voïvodie de Grande-Pologne.